# Wilhelm Nießner

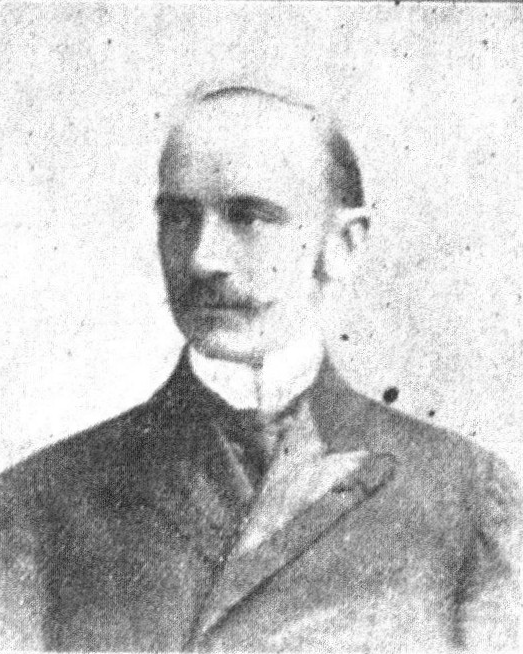
Porträt

Wilhelm Nießner (* 21. September 1873 in Nové Hvězdlice, Österreich-Ungarn; † 14. Mai 1953 in Brünn) war ein tschechoslowakischer sozialdemokratischer Politiker der deutschen Minderheit.

## Leben
Nießner besuchte die Volks-, die Bürger- und eine Handelsschule in Brünn und erlernte den Beruf des Schriftsetzers. Er war zwölf Jahre lang im Buchdruckergewerbe tätig, bevor er im Jahr 1900 Buchhalter der Brünner Bezirkskrankenkasse wurde. Schon mit 15 Jahren schloss er sich der sozialdemokratischen Arbeiterbewegung an. Von 1901 bis 1921 war er leitender Redakteur der sozialdemokratischen Zeitung Volksfreund in Brünn. 1921 wurde er Chefredakteur des Zentralorgans der Deutschen sozialdemokratischen Arbeiterpartei in der Tschechoslowakischen Republik Der Sozialdemokrat in Prag.
1905 kandidierte Nießner für das österreichische Abgeordnetenhaus, 1906 für den Mährischen Landtag. Von 1905 bis 1922 gehörte er dem Gemeinderat in Brünn an, von 1905 bis 1907 war er dort Stadtrat. 1907 wurde Nießner dann im Wahlkreis Neutitschein in den Reichsrat gewählt, dem er bis 1911 angehörte. Von 1913 bis 1918 war er dann Abgeordneter im Mährischen Landtag. 1920 wurde Nießner in den Senat der Tschechoslowakischen Republik gewählt, dem er bis zum Oktober 1936 angehörte. Von 1920 bis 1926 war er Vizepräsident des Senats.
Nach dem deutschen Einmarsch 1939 wurde er verhaftet und im Gestapo-Gefängnis Brünn-Spielberg inhaftiert. Von 1945 bis 1948 war Nießner Vorsitzender des ANTIFA-Ausschusses in Brünn.